# 日刊産業新聞
日刊産業新聞（にっかんさんぎょうしんぶん）とは、産業新聞社が発行している、鉄鋼・非鉄金属業界の専門紙である。月曜～金曜発行（祝日、年末年始を除く）。

## 概要
主な読者は、日本製鉄など高炉メーカーはじめ鉄鋼・非鉄メーカー、商社・流通、自動車・電機などの需要業界。
源流は、1936年（昭和11年）創刊の「鉄鋼金物新聞」。1937年「鉄鋼新聞」に改題され、1941年新聞事業令に基づく新聞統制により、西日本発行を日本工業新聞（現産経新聞）に、東日本発行を中外商業新報（現日本経済新聞）に吸収合併され休刊した。
太平洋戦争の終戦後の1947年（昭和22年）12月に復刊し、翌1948年11月、「鉄鋼新聞」から「産業新聞」に改題した。